# دریسا سانگاره
دریسا سانگاره (انگلیسی: Drissa Sangaré؛ زادهٔ ۱۸ آوریل ۱۹۸۷) بازیکن فوتبال اهل مالی است.
وی همچنین در تیم ملی فوتبال مالی بازی کرده است.